# 176e méridien ouest
En géographie, le 176e méridien ouest est le méridien joignant les points de la surface de la Terre dont la longitude est égale à 176° ouest.

## Géographie

### Dimensions
Comme tous les autres méridiens, la longueur du 176e méridien correspond à une demi-circonférence terrestre, soit 20 003,932 km. Au niveau de l'équateur, il est distant du méridien de Greenwich de 19 592 km,.
Avec le 4e méridien est, il forme un grand cercle passant par les pôles géographiques terrestres.

### Régions traversées
En commençant par le pôle Nord et descendant vers le sud au pôle Sud, Le 176e méridien ouest passe par:
| Coordonnées           | Pays, territoire ou mer | Notes |
| --------------------- | ----------------------- | --- |
| 90° 00′ N, 176° 00′ O | Océan Arctique          | |
| 71° 44′ N, 176° 00′ O | Mer des Tchouktches     | Passe juste à l'ouest de l'Île Herald, Tchoukotka, Russie (à 71° 25′ N, 175° 46′ O) |
| 67° 51′ N, 176° 00′ O | Russie                  | Tchoukotka — Péninsule Tchouktche |
| 65° 23′ N, 176° 00′ O | Mer de Bering           | |
| 52° 04′ N, 176° 00′ O | États-Unis              | Alaska — Île Great Sitkin, Île Umak et Île Petite Tanaga |
| 51° 48′ N, 176° 00′ O | Océan Pacifique         | Passe juste à l'ouest de l'Île Wallis, Wallis-et-Futuna (à 13° 16′ S, 176° 08′ O) Passe juste à l'ouest de l'Niuafo'ou, Tonga (à 15° 36′ S, 175° 41′ O) Passe juste à l'est de l'Île ʻAta, Tonga (à 22° 20′ S, 176° 11′ O) Passe juste à l'est de l'Île Chatham, Nouvelle-Zélande (à 43° 44′ S, 176° 11′ O) |
| 44° 13′ S, 176° 00′ O | Nouvelle-Zélande        | Ile Motuhope |
| 44° 14′ S, 176° 00′ O | Océan Pacifique         | Passe juste à l'est de l'Île Pitt, Nouvelle-Zélande (à 44° 16′ S, 176° 08′ O) |
| 60° 00′ S, 176° 00′ O | Océan Austral           | |
| 78° 24′ S, 176° 00′ O | Antarctique             | Dépendance de Ross, Liste des territoires revendiqués par la Nouvelle-Zélande |